# Hrachová kaše
Hrachová kaše je klasický staročeský pokrm, který přetrval až do současné české kuchyně.
Kaše je připravována vařením hrachu ve vodě a k její přípravě lze použít jak hrách zelený, tak žlutý a jak sušený, tak řidčeji čerstvý.

## Postup přípravy
Sušený zelený hrách je potřeba před vařením namočit na alespoň cca 4 – 6 hodin, případně déle. Žlutý namáčet potřeba není. Namočí-li se hrách přes noc, zkrátí se doba vaření z cca hodiny až na 20 minut.
Uvařený hrách se několik minut před dovařením osolí a slije. Podle toho, jak je či není hrách rozvařen, lze hrách dále prolisovat nebo rozmixovat a slitou vodou se doředí do požadované konzistence. Na závěr lze podle chuti přimíchat na tuku osmaženou cibulku, mléko, máslo nebo smetanu, které kaši dále ochutí nebo zjemní, k dochucení lze také přidat česnek s majoránkou.
Hrachová kaše se obvykle podává se smaženou cibulkou a uzeným masem nebo s klobásou, párkem či jinou uzeninou, případně s volským okem. K pokrmu se také hodí kyselá okurka.

## Výživové hodnoty
Hrachová kaše má podle její konkrétní konzistence a ingrediencí energii 570 – 1230 kJ, 8 – 18 g bílkovin, 22 – 40 g sacharidů, 0,5 – 8 g tuků na 100 g.

## Hrachová kaše v zahraničí
Hrachová kaše je tradiční jídlo v mnoha zemích, nikoliv pouze v Česku. Místní recepty se od českých mohou lišit, např. v Arménii s k hrachu jako základní surovině přidávají švestky a jádra ořechů. V Prusku 19. století byla hrachová kaše základem náplně tzv. hrachových jelit.